# La Forêt-le-Roi
La Forêt-le-Roi är en kommun i departementet Essonne i regionen Île-de-France i norra Frankrike. Kommunen ligger i kantonen Dourdan som tillhör arrondissementet Étampes. År 2022 hade La Forêt-le-Roi 493 invånare.

## Befolkningsutveckling
Antalet invånare i kommunen La Forêt-le-Roi
| Referens: INSEE |